# Daniele Bennati
Daniele Bennati, né le 24 septembre 1980 à Arezzo, en Toscane, est un coureur cycliste italien. Professionnel de 2002 à 2019, il a débuté dans l'équipe Acqua & Sapone-Cantina Tollo aux côtés de Mario Cipollini, il s'est révélé au plus haut niveau à son arrivée dans l'équipe Lampre-Caffita en 2005. Excellent sprinteur, il a remporté cinq étapes de grands tours en 2007 et a intégré l'équipe Liquigas en 2008 avec laquelle il a réalisé des places d'honneur lors de classiques renommées. Il quitte à l'automne 2010 la formation italienne pour s'engager avec la nouvelle formation des frères Schleck, l'équipe Leopard-Trek qui devient en 2012 RadioShack-Nissan. Il court à partir de 2013 pour Saxo-Tinkoff devenue par la suite Tinkoff-Saxo puis Tinkoff, puis en 2017 pour l'équipe espagnole Movistar.
Bennati est nommé sélectionneur de l'équipe d'Italie de cyclisme sur route masculine en novembre 2021.

## Biographie
Daniele Bennati est issu d'une famille de cyclistes. Son père a évolué dans les rangs amateurs et son frère a concouru jusqu'en catégorie junior. En 1990, il dispute et remporte sa première course.
Il évolue chez les amateurs dans l'équipe Grassi-Mapei, avec laquelle il remporte une étape du Tour des régions italiennes 2001. Il participe aux championnats du monde de 2001 à Lisbonne au Portugal. Il y prend la dixième place de la course en ligne des moins de 23 ans.

### 2002-2003: les débuts aux côtés de Mario Cipollini
Daniele Bennati commence sa carrière professionnelle en 2002 dans l'équipe Acqua & Sapone-Cantina Tollo aux côtés du sprinter italien Mario Cipollini. Bon sprinter lui-même, Bennati s'exprime rapidement lors d'arrivées massives. En mars, il termine deuxième d'une étape de la Semaine internationale Coppi et Bartali derrière Alessandro Petacchi. Il remporte sa première victoire en juin au Tour d'Autriche, puis une seconde deux mois plus tard au Regio-Tour. Il est également aux côtés de Cipollini lors de quatre de ses quatorze victoires durant cette saison : au Tour méditerranéen, et au Tour d'Espagne où il fait partie du « train zébré » d'Acqua e Sapone avec Guido Trenti, Mario Scirea, Martin Derganc et Giovanni Lombardi qui emmène Cipollini vers le succès à trois reprises. Après l'abandon de son leader, il bénéficie de l'aide de ses coéquipiers pour tenter sa propre chance au sprint et prend une cinquième place d'étape à Burgos. Il abandonne cette Vuelta quelques jours plus tard.
En 2003, Bennati demeure dans la même formation, qui change de sponsor et devient Domina Vacanze-Elitron. Son statut évolue et il participe aux épreuves qui constituent les principaux objectifs de Cipollini : Milan-San Remo, Tirreno-Adriatico et le Tour d'Italie. Quatrième à San Remo, Cipollini remporte deux étapes de chacune des deux courses par étapes. Fidèle à son habitude sur les grands tours, il abandonne quand la route s'élève. Bennati peut à nouveau s'exprimer au sprint et prend notamment une deuxième place derrière Alessandro Petacchi à Marostica. Comme en 2002, il remporte deux courses : une étape du Tour méditerranéen en février et une étape du Tour de Pologne en septembre.

### 2004: une saison difficile chez Phonak
En fin de saison, il signe un contrat pour 2004 avec l'équipe Phonak. Son année dans l'équipe suisse est gâchée par un virus qui le contraint à l'abandon sur Tirreno-Adriatico et le maintient à l'écart durant plusieurs mois. En août, il s'engage pour 2005 avec la formation italienne Saeco, qui fusionne avec l'équipe Lampre en vue d'une intégration au ProTour et prend le nom de Lampre-Caffita.

### 2005-2006: la révélation avec l'équipe Lampre-Caffita / Lampre-Fondital

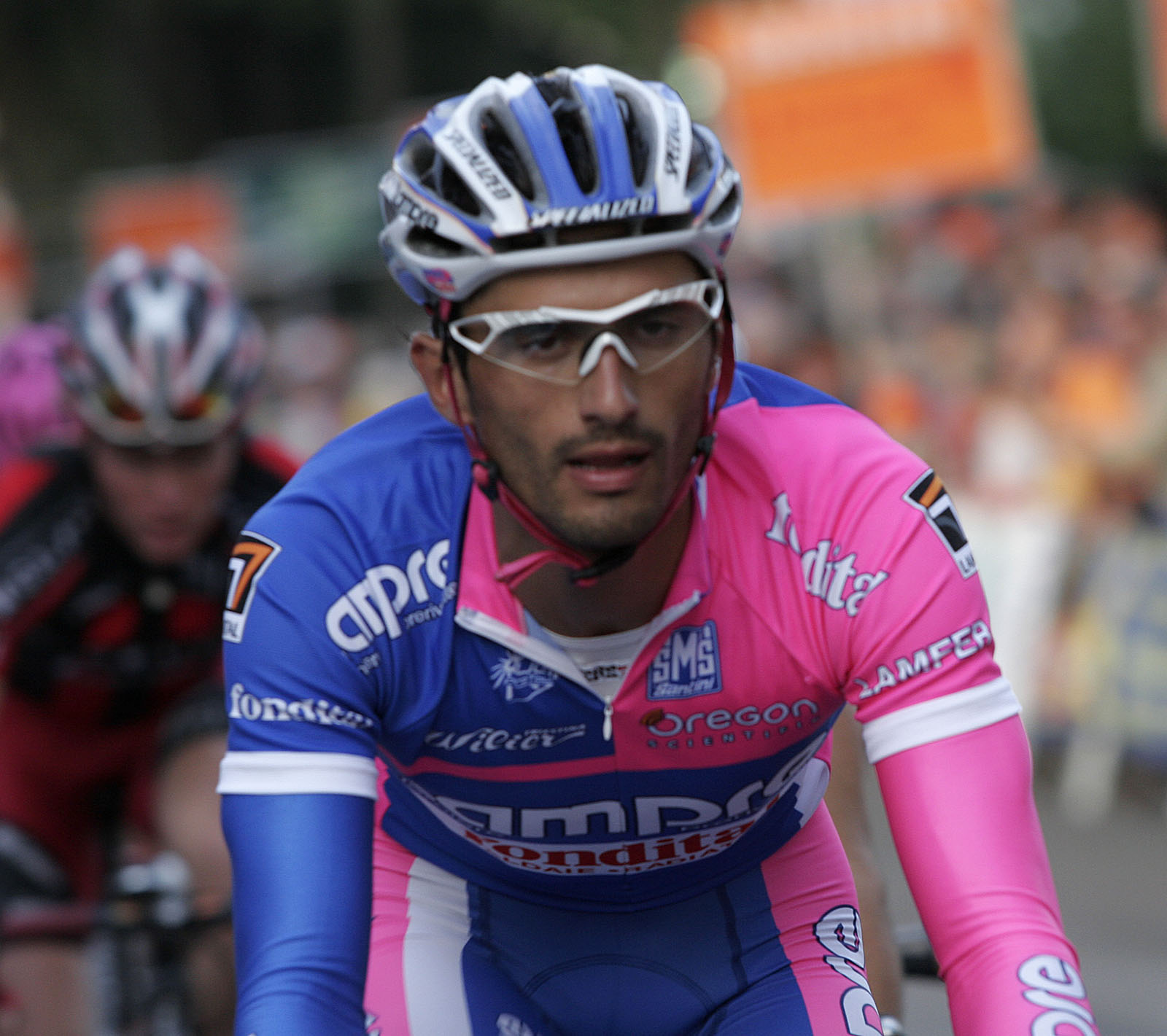
Bennati lors de l'Entega Grand Prix

Bennati se trouve être l'un des principaux sprinters de la Lampre-Caffita. Après une cinquième place au Tour de la province de Lucques remporté par Cipollini, derrière son coéquipier Giosuè Bonomi (4e), il commence timidement les premières grandes compétitions de la saison telles que Tirreno-Adriatico (une cinquième place d'étape) et Milan-San Remo (28e et premier de son équipe). En avril, entre une 53e place au Tour des Flandres et un abandon à Paris-Roubaix, il obtient un premier résultat significatif sur une classique lors de Gand-Wevelgem. Arrivé quelques secondes après Nico Mattan et Juan Antonio Flecha, il bat Fabian Cancellara et Thor Hushovd au sprint pour prendre la troisième place. Un contrôle positif à la betamethasone réalisé à l'issue de cette course ne lui vaudra qu'un avertissement de la Fédération italienne de cyclisme. Quelques semaines plus tard, il remporte le Tour de Toscane. Il ne participe cependant pas au Tour d'Italie, où Lampre-Caffita vise la victoire finale avec Gilberto Simoni et Damiano Cunego, ni au Tour de France en juillet.
L'été 2005 va permettre à Bennati de se révéler. Au début du mois d'août, il obtient plusieurs places d'honneur sur les étapes de l'Eneco Tour pour prendre la 18e place finale. Une semaine plus tard, il s'impose à trois reprises sur le Tour d'Allemagne et enlève le classement par points. Cette réussite se poursuit dans les semaines qui suivent avec de bonnes places au Grand Prix de Plouay (4e), à la Coppa Placci (5e), au Tour de Romagne (2e). En septembre, il gagne à nouveau deux fois au sprint au Tour de Pologne. Grâce à ces excellents résultats, dont cinq victoires d'étapes sur des épreuves du ProTour, Bennati est sélectionné en équipe nationale pour participer à l'épreuve en ligne des championnats du monde à Madrid, avec pour leaders Alessandro Petacchi et Paolo Bettini. L'équipe italienne y subit un échec. Isolé dans le premier groupe, Bettini termine treizième. Bennati arrive en 105e position, à plus de six minutes. Bennati prend confiance et gagne celle de l'encadrement de son équipe, qui le désigne leader pour sa dernière course de l'année, la classique Paris-Tours. Lançant le sprint dans le final, il est dépassé par Erik Zabel sur la ligne d'arrivée et prend la deuxième place.
À la fin de la saison, Daniele Bennati est 28e du classement individuel de l'UCI ProTour, deuxième coureur de la Lampre-Caffita derrière Gilberto Simoni, 12e.
À l'intersaison, l'équipe change de co-sponsor et devient Lampre-Fondital. Elle enregistre l'arrivée d'un nouveau sprinter, Danilo Napolitano, en provenance de l'équipe LPR.
Après deux deuxièmes places au Grand Prix de la côte étrusque derrière Petacchi et au Tour méditerranéen, Bennati gagne une première fois fin février au Tour de la Communauté valencienne avec quatre secondes d'avance sur le peloton, Napolitano prenant la deuxième place. Le programme du mois de mars comprend Tirreno-Adriatico et Milan-San Remo, où Bennati doit être leader de la Lampre-Fondital. Malade, il doit abandonner dès la deuxième étape de Tirreno-Adriatico et renoncer à Milan-San Remo. Les courses flandriennes, qui figuraient parmi ses objectifs sont manquées : il abandonne au Tour des Flandres et ne participe pas à Gand-Wevelgem ni à Paris-Roubaix.
Bennati renoue avec le succès dix jours plus tard en enlevant la dernière étape du Tour du Trentin à Arco, tandis que son coéquipier Damiano Cunego s'impose au classement général. La semaine suivante, il participe au Tour de Romandie, où il est battu par McEwen et Lorenzetto.
Absent de la sélection Lampre-Fondital pour le Giro, bâtie autour de Cunego, il prend part au Tour de Catalogne et, comme au Trentin, accroche la dernière étape en battant Aaron Kemps et Erik Zabel.

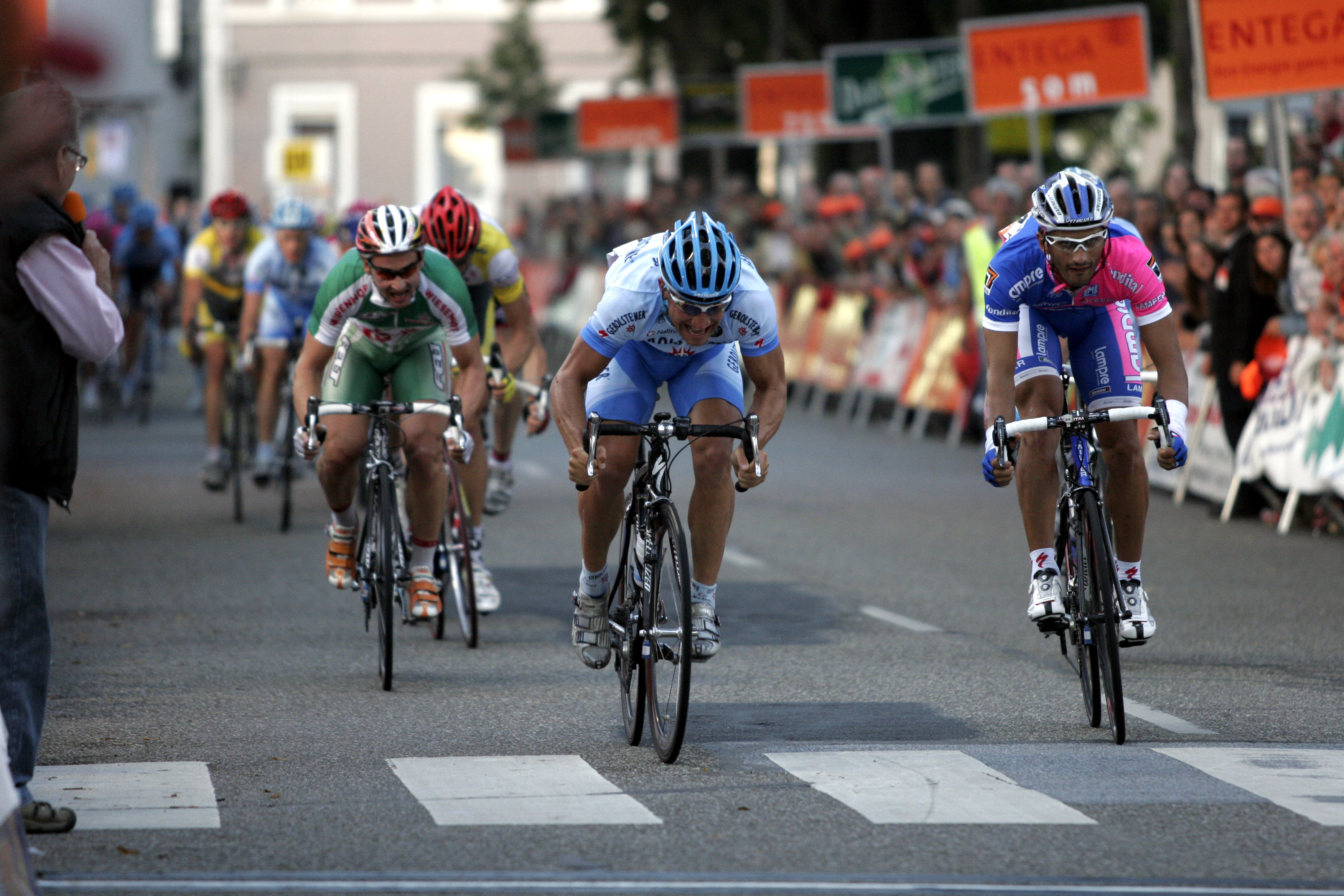
À l'extrême droite, lors de l'Entega Grand Prix

Début juin il s'impose au Mémorial Marco Pantani dans un groupe de trois échappés. Il enchaîne avec le Tour de Suisse où il ne gagne pas et signe une troisième et trois deuxièmes places. Il porte le maillot de leader du classement général pendant une journée, à l'issue de la deuxième étape et remporte le classement par points.
En juillet, Daniele Bennati participe à son premier Tour de France. Il y figure parmi les dix premiers à l'arrivée de huit étapes. Il est notamment deuxième à Vitré derrière Robbie McEwen et troisième à Fauquemont derrière Matthias Kessler et Michael Rogers. Il abandonne lors de la seizième étape menant à La Toussuire après avoir chuté, alors qu'il est troisième au classement par points.
Deux mois plus tard, Bennati retourne au Tour de Pologne où il a connu le succès en 2005. Il y gagne à nouveau les deuxième et quatrième étapes et revêt à l'issue de cette dernière le maillot jaune de leader du classement général qu'il conserve deux jours avant d'être détrôné par Stefan Schumacher. Le week-end suivant cette épreuve, il remporte à nouveau deux courses : le Gran Premio Città di Misano - Adriatico  et le Grand Prix de l'industrie et du commerce de Prato. Il n'est en revanche pas sélectionné pour les championnats du monde sur route à Vienne qui voient la victoire de Paolo Bettini, le sélectionneur Franco Ballerini optant pour une équipe sans sprinter.
Décevant sur Paris-Tours (37e) en octobre, Bennati clôt sa saison par un succès au Tour du Piémont.
Vainqueur de neuf courses durant l'année 2006, Daniele Bennati est 87e du classement individuel de l'UCI ProTour. Ce recul par rapport à 2005 est notamment dû à l'absence de bon classement sur les classiques. Le second sprinter de la Lampre-Fondital Danilo Napolitano est parvenu sur ce terrain à de meilleurs résultats et se classe 64e du ProTour.

### 2007: le classement par points de laVueltaen guise d'adieu à la Lampre-Fondital
Après s'être entraîné en hiver aux îles Canaries avec Daniele Righi, Giuliano Figueras, Claudio Corioni et Mauro Santambrogio, Bennati entame l'année 2007 avec deux succès dès le premier mois de compétition en février. Battu par Petacchi et Gabriele Balducci au Grand Prix de la côte étrusque, il remporte le classement par points du Tour méditerranéen, grâce à une victoire d'étape acquise à la suite d'un travail important d'Alessandro Ballan et trois deuxièmes places dont une en étant battu d'un fil par Mirco Lorenzetto sur un final identique à celui de Milan-San Remo. Après une quatrième place au Trofeo Laigueglia, il s'engage au Tour de la Communauté valencienne où il remporte là aussi le classement par points en s'impose à trois reprises face à Petacchi, augurant un prochain duel sur Milan-San Remo.
Contrairement aux années précédentes, il ne participe pas à Tirreno-Adriatico en mars mais à Paris-Nice. Sur cette première épreuve de l'UCI ProTour 2007, Bennati doit se contenter de places d'honneur, et d'un abandon sur l'avant-dernière étape. Dans la foulée, son premier grand objectif de la saison, Milan-San Remo, est un échec. Malade, il ne prend que la 26e place. Le Grand Prix E3 s'avère aussi décevant, pour les mêmes raisons.
De retour en forme début avril aux Trois Jours de La Panne, il remporte une étape et reprend confiance en vue des classiques flandriennes. En compagnie notamment d'Enrico Franzoi, Daniele Bennati (19e à l'arrivée) effectue un travail important pour Alessandro Ballan dans le mur de Grammont, permettant à son leader de s'y échapper pour s'en aller s'imposer à Ninove en battant Leif Hoste au sprint,. Le mercredi suivant, Bennati est le leader de la Lampre-Fondital et l'un des favoris pour Gand-Wevelgem, Ballan préférant faire l'impasse sur cette course afin de se préparer pour Paris-Roubaix. Il doit cependant renoncer à prendre le départ, fiévreux et à nouveau gêné par des problèmes intestinaux,. Il participe ensuite à Paris-Roubaix mais n'arrive pas au vélodrome.
Défait en mai au Tour de Catalogne (3e d'étape avant d'abandonner), Daniele Bennati retrouve les premières places au Tour de Suisse en se classant deuxième du prologue, à huit secondes de Fabian Cancellara, grand spécialiste de ce type d'épreuve. Le lendemain, il est à nouveau second, battu au sprint par Erik Zabel, et devant Cancellara venu disputer le sprint afin de protéger son maillot jaune. Après deux étapes de montagne, il échoue à la même place, cette fois derrière Robbie McEwen, mais prend la tête du classement par points, qu'il parvient à conserver jusqu'à l'arrivée à Berne, réitérant sa performance de 2006. Quelques jours plus tard, il finit sixième du championnat national ; son coéquipier Paolo Bossoni est troisième.

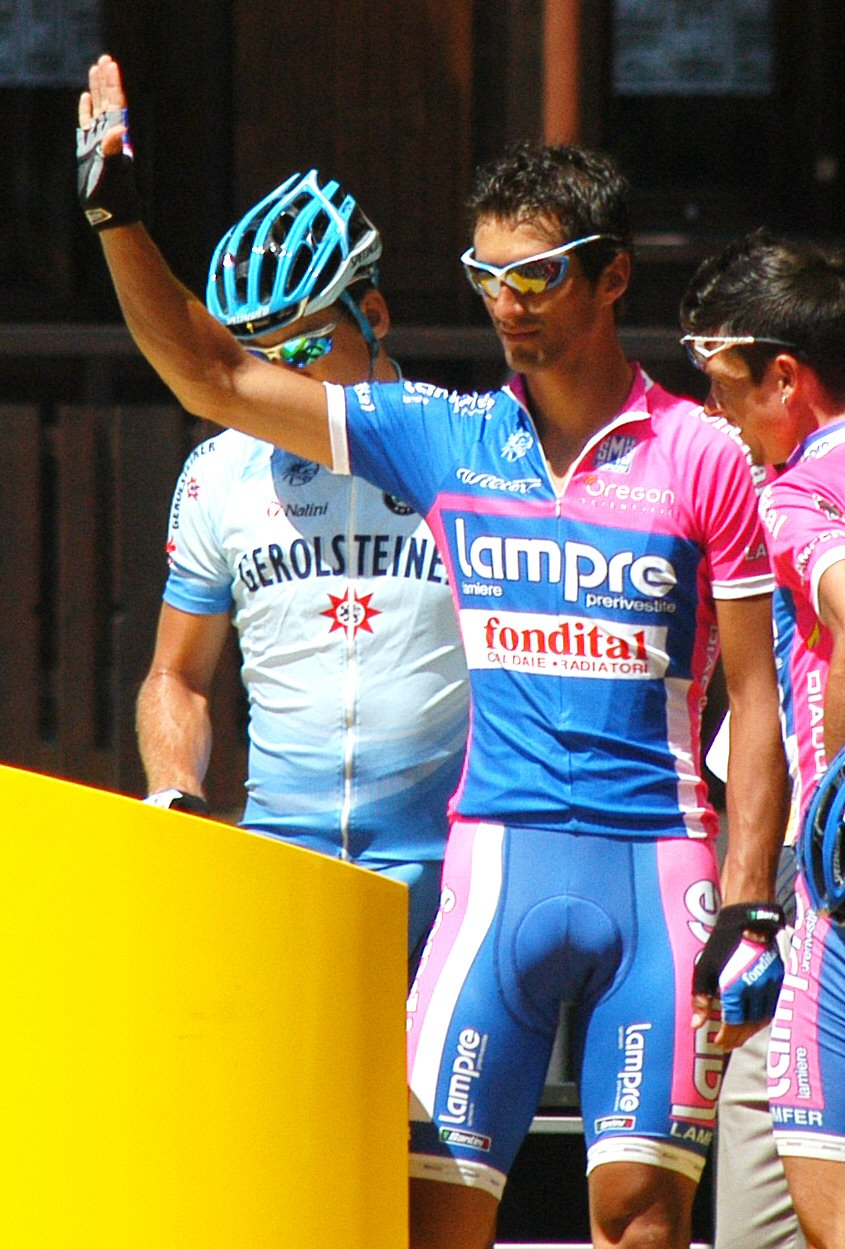
Bennati au Tour de France 2007

En juillet, Bennati vient pour la deuxième fois sur le Tour de France, avec l'objectif de remporter une étape et l'espoir de lutter pour le maillot vert. En l'absence de Damiano Cunego, il peut compter sur Ballan, Napolitano et Claudio Corioni pour l'aider à atteindre ses objectifs. Victime d'une chute dans le dernier kilomètre de la deuxième étape, il ne parvient pas à s'impliquer dans les sprints finaux avant la cinquième étape où il termine troisième derrière Filippo Pozzato et Óscar Freire. Suivent une sixième place le lendemain puis une quatrième après le franchissement des Alpes. Après avoir été présent dans plusieurs échappées infructueuses (onzième et quinzième étapes), ce n'est qu'après les dernières étapes de montagne qu'il retrouve le succès, d'abord en s'échappant en compagnie d'autres coureurs pour s'imposer à Castelsarrasin, puis au sprint sur les Champs-Élysées, remportant ainsi devant Hushovd et Zabel la prestigieuse dernière étape du Tour.
Leader de la Lampre pour la Vattenfall Cyclassics à Hambourg, il voit finalement Ballan s'imposer en distançant les sprinters dans le dernier kilomètre.
En participant à la Vuelta en septembre, Daniele Bennati enchaîne pour la première fois de sa carrière deux grands tours en une saison. Il s'impose dès la première étape à Vigo sur Óscar Freire et Petacchi et revêt de maillot oro de leader du classement général. Il abandonne cette tunique à Freire dès le lendemain, après qu'une chute survenue au sein du peloton à deux kilomètres de l'arrivée à Saint-Jacques-de-Compostelle l'a retardé. Deuxième à Reinosa trois jours plus tard derrière Freire, Bennati continue de bien figurer dans les sprints durant la deuxième semaine, avec une nouvelle deuxième place lors de la douzième étape à Hellín, battu par Petacchi. De manière semblable au Tour de France deux mois plus tôt, c'est durant les derniers jours que Bennati va briller. Il remporte la 17e étape à Talavera de la Reina et la dernière étape à Madrid. Ce troisième succès sur la Vuelta lui permet de reprendre le maillot rouge du classement par points, cédé à Denis Menchov la veille.
Cette dixième victoire en 2007 marque la fin de la saison pour Bennati. En effet, alors qu'il doit participer au Monte Paschi Eroica, disputé dans sa région la Toscane, puis à Paris-Tours, ses médecins lui décèlent une fracture au poignet droit au début du mois d'octobre. C'est également sa dernière course avec la Lampre : durant la première semaine du Tour d'Espagne, il a en effet annoncé avoir signé un contrat de deux ans avec l'équipe italienne Liquigas. Ses coéquipiers Claudio Corioni et Enrico Franzoi l'y accompagnent.

### 2008: première saison à la Liquigas

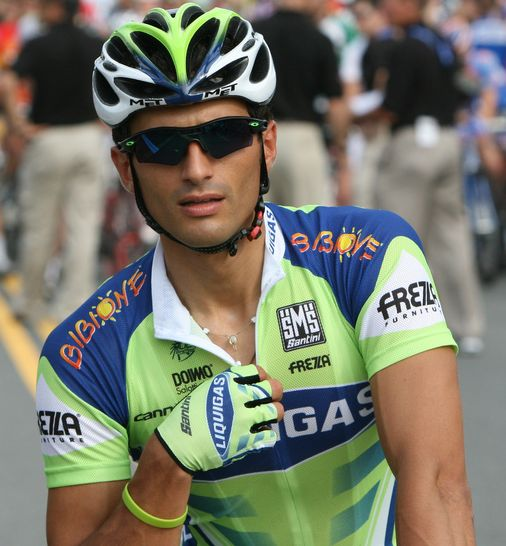
Bennati au Commerce Bank International Championship, en 2008.

En 2008, pour sa première saison dans l'autre grande équipe italienne, Liquigas, il connait deux périodes fastes : le mois de mai et la fin de saison.
Il reprend la compétition très tard, en fin avril, à l'occasion du Tour du Trentin. Il lève les bras pour la première fois de l'année sur Tour de Romandie. Après être passé tout près de la victoire lors du prologue et de la deuxième étape, il remporte la cinquième étape au sprint, devançant Markus Zberg et Maxim Iglinskiy. Il entame le troisième Giro de sa carrière avec seulement neuf jours de courses dans les jambes. Il n'y a jusqu'alors jamais brillé mais vise les victoires d'étapes. Face à Erik Zabel et aux jeunes André Greipel et Mark Cavendish, il décroche trois étapes ainsi que le classement par points.
Il effectue après son excellent Giro une coupure de trois mois. Fin août il remporte la troisième étape de l'Eneco Tour, sa course de reprise, face à Tom Boonen. Il est de nouveau au départ de la Vuelta aux côtés de Filippo Pozzato. En guise d'ouverture, sa formation gagne le contre-la-montre par équipes. Sa deuxième place lors de la troisième étape lui permet prendre la tête du classement général, jusqu'ici détenue par Pozzato. Vêtu du maillot or, il s'impose à Puertollano au terme d'un énième sprint massif. Il perd cependant son maillot le lendemain lors du contre-la-montre de Ciudad Real. Après avoir connu trois journées difficiles, il ne prend pas le départ de la dixième étape. Il achève sa saison avec une victoire sur le Tour du Piémont après avoir fini huitième de Paris-Tours quatre jours auparavant.

### 2009-2010: saisons décevantes

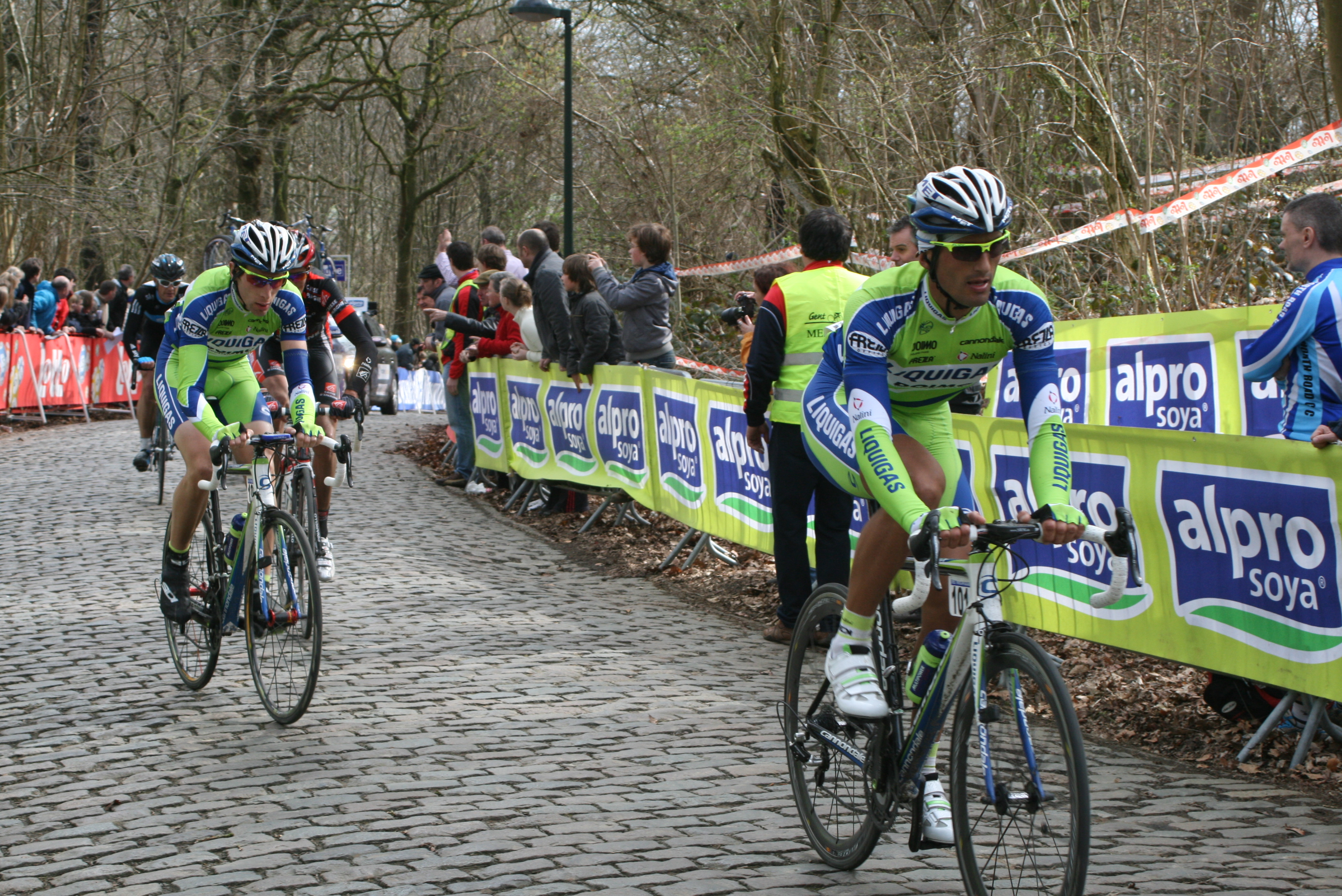
À droite, lors de Gand-Wevelgem 2010.

Pour commencer la saison 2009, Bennati prend part au Challenge de Majorque. Quatrième du Trofeo Calla Millor, il célèbre facilement sa première victoire de l'année lors du Trofeo Inca. Trois jours plus tard, il enchaîne avec un autre bouquet sur le Tour de la province de Grosseto. Pour ponctuer son mois de février productif, il ajoute deux victoires à son palmarès ; la quatrième étape et le classement général du Tour de Sardaigne. Néanmoins, il connaît des difficultés sur les courses de l'UCI Pro Tour. Ainsi, il ne peut faire mieux que deux podiums sur Tirreno-Adriatico et une sixième place à Milan-San Remo qui constituait l'un de ses objectifs de la saison. Il reste anonyme sur les Trois Jours de La Panne et le Tour de Suisse qui fait office de dernière course avant le Tour de France. Bennati se montre très décevant lors de cette grande boucle, dépassé par la domination de Mark Cavendish lors des sprints massifs et devant travailler pour les leaders Vincenzo Nibali et Roman Kreuziger. Il n'obtient comme meilleur résultat que trois neuvième places. Il s'avère un peu plus à son avantage lors de la Vuelta, où il accroche quatre podiums. Il butte de nouveau face au monopole des sprints massifs par André Greipel.
Comme la saison précédente, il entame 2010 avec une victoire tôt dans l'année. Sur le Tour d'Oman, est le plus rapide à Sama'il et porte le maillot de leader durant deux journées. Également performant lors du chrono, il est finalement cinquième du classement général. Il décroche sa première victoire sur l'UCI Pro Tour depuis presque une année entière lors de Tirreno-Adriatico. Avec un programme de course similaire à celui de 2009, Bennati arrive sur Milan-San Remo en bonne condition. À l'issue des trois-cent kilomètres, il obtient son meilleur résultat sur la Primavera (5e). Il connaît ensuite une deuxième partie de saison difficile, ne trouvant de nouveau pas le chemin de la victoire sur le Tour d'Espagne. Sa dernière victoire sous les couleurs de la Liquigas-Doimo est le Tour de Toscane en septembre. Il signe avec la formation Leopard-Trek pour la saison 2011, en vue de relancer sa carrière.

### 2011: chez Leopard-Trek

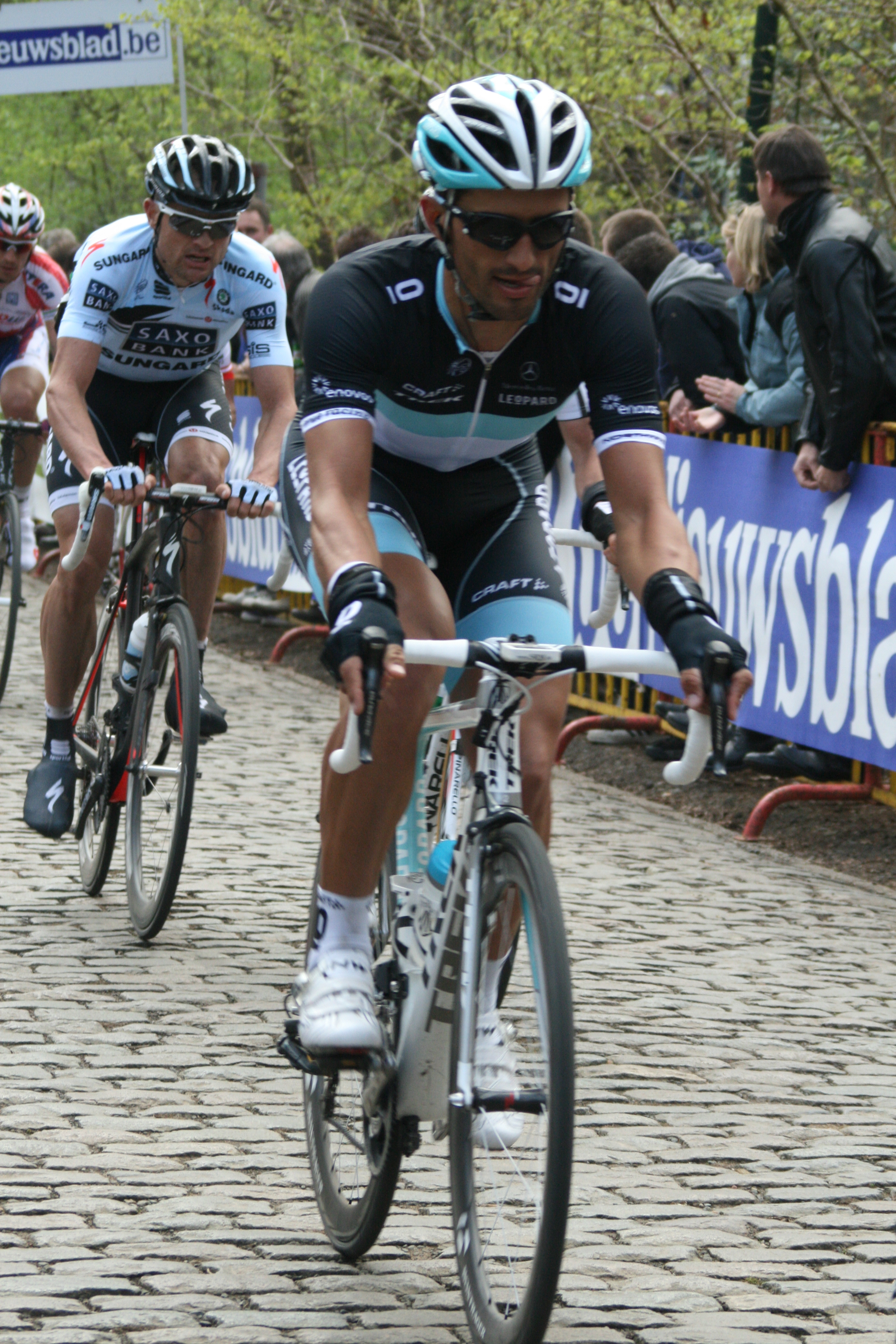
Daniele Bennati lors de Gand-Wevelgem 2011 qu'il termine deuxième.

Il obtient de nombreuses places d'honneur à l'occasion des tours du Qatar (3e du classement général et du classement par points, 4e de la 1re étape, 3e de la 3e étape et 2e des 2e et 4e étapes) et d'Oman (2e des 2e et 3e étapes). Il termine par la suite deuxième de Gand-Wevelgem derrière le Belge Tom Boonen puis il remporte trois étapes du Circuit de la Sarthe dont une contre-la-montre. Une chute occasionnée lors de la première étape du Tour de Romandie l'empêche de participer à son tour national. Il gagne par la suite une étape sur le Tour d'Autriche et une étape du Tour de Wallonie. Il prend le départ de la Vuelta où il renoue avec le succès. Il remporte d'abord le contre-la-montre par équipe et porte le maillot rouge de leader deux jours plus tard après sa sixième place du lendemain. Lors de la seizième étape vers Haro, une mésentente avec son poisson-pilote Robert Wagner lui coûte une chance de s'imposer, et permet à Juan José Haedo de s'offrir le graal. Il prend malgré tout « sa revanche » quatre jours après, à Vitoria. Sa saison se termine avec les classiques italiennes, où il prend notamment la septième place du Tour du Piémont.

### 2012: une seule victoire avec RadioShack-Nissan
Durant cette année Daniele Bennati ne s'impose qu'une seule fois. Il remporte au sprint la 18e étape du Tour d'Espagne.

### 2013-2016: nouveau défi avec Saxo-Tinkoff
Il figure parmi une liste de onze coureurs sélectionnés pour la course en ligne des championnats du monde 2014 où il est capitaine de route.
Bennati est sélectionné pour la course en ligne des championnats du monde de Richmond.
En début de saison 2016, il remporte la première étape du Tour d'Andalousie. Lors de Milan-San Remo, il subit une chute et est atteint d'une fracture à la quatrième vertèbre lombaire. Au mois d'août, il signe un contrat de deux ans avec la formation espagnole Movistar.

### Après-carrière
Bennati est nommé sélectionneur de l'équipe d'Italie de cyclisme sur route masculine en novembre 2021. Il a comme objectif d'obtenir un titre mondial, ce que l'Italie n'a pas obtenu depuis 2008 et la victoire d'Alessandro Ballan.

## Palmarès et résultats

### Palmarès amateur
| - 1998 - 7e du championnat du monde du contre-la-montre juniors - 2000 - Gran Premio Cementeria Fratelli Bagnoli - Trophée Tempestini Ledo - 3e de la Coppa Piero Mugnaioni | - 2001 - 3e étape du Tour des régions italiennes - 2e et 3e étape du Tour de Catalogne de l'Avenir - 3e de la Coppa Giulio Burci - 3e du Mémorial Angelo Morini - 10e du championnat du monde sur route espoirs |  |

### Palmarès professionnel
| - 2002 - 1reb étape du Tour d'Autriche - 5e étape du Regio-Tour - 2e du Critérium des Abruzzes - 3e du Grand Prix Nobili Rubinetterie - 2003 - 5e étape du Tour méditerranéen - 3e étape du Tour de Pologne - 3e du Critérium des Abruzzes - 2005 - 3e, 5e et 9e étapes du Tour d'Allemagne - 2e et 4e étapes du Tour de Pologne - Tour de Toscane - 2e de Paris-Tours - 2e du Tour de Romagne - 3e de Gand-Wevelgem - 4e du Grand Prix de Plouay - 2006 - 5e étape du Tour de la Communauté valencienne - 4e étape du Tour du Trentin - 7e étape du Tour de Catalogne - Mémorial Marco Pantani - 2e et 4e étapes du Tour de Pologne - Grand Prix de la ville de Modène - Grand Prix de l'industrie et du commerce de Prato - Tour du Piémont - 2e du Grand Prix de la côte étrusque - 2007 - 2e étape du Tour méditerranéen - 1re, 3e et 5e étapes du Tour de la Communauté valencienne - 2e étape des Trois Jours de La Panne - 17e et 20e étapes du Tour de France - Tour d'Espagne : - Classement par points - 1re, 17e et 21e étapes - 3e du Grand Prix de la côte étrusque - 2008 - 5e étape du Tour de Romandie - Tour d'Italie : - Classement par points - 3e, 9e et 12e étapes - 3e étape de l'Eneco Tour - 1re (contre-la-montre par équipes) et 4e étapes du Tour d'Espagne - Tour du Piémont | - 2009 - Trofeo Pollença - 1re étape du Tour de la province de Grosseto - Tour de Sardaigne : - Classement général - 4e étape - 6e de Milan-San Remo - 7e de la Vattenfall Cyclassics - 2010 - 2e étape du Tour d'Oman - 3e étape de Tirreno-Adriatico - Tour de Toscane - 5e de Milan-San Remo - 6e de la Vattenfall Cyclassics - 2011 - 1re, 3e (contre-la-montre), et 5e étapes du Circuit de la Sarthe - 8e étape du Tour d'Autriche - 3e étape du Tour de Wallonie - 1re (contre-la-montre par équipes) et 20e étapes du Tour d'Espagne - 2e du Tour du Danemark - 2e de Gand-Wevelgem - 3e du Tour du Qatar - 2012 - 18e étape du Tour d'Espagne - 6e de Gand-Wevelgem - 10e de Milan-San Remo - 2013 - 2e du Grand Prix Nobili Rubinetterie - 5e du Grand Prix de Plouay - 2015 - Grand Prix de l'industrie et du commerce de Prato - 3e du championnat d'Italie du contre-la-montre - 2016 - 1re étape du Tour d'Andalousie - 1re étape du Tour du Danemark - Tour de Toscane - 3e du Tour du Piémont |  |

### Palmarès par course

#### Courses d'un jour
- Trophée Tempestini Ledo (2000)
- Tour de Toscane (2005 et 2010)
- Tour du Piémont (2006 et 2008)
- Mémorial Marco Pantani (2006)
- Grand Prix de la ville de Modène (2006)
- Grand Prix de l'industrie et du commerce de Prato (2006 et 2015)
- Trofeo Pollença (2009)

#### Courses par étapes
- Classement général du Tour de Sardaigne (2009)
- 7 étapes du Tour d'Espagne (2007, 2008, 2011 et 2012), dont un contre-la-montre par équipes
- 5 étapes du Tour de Pologne (2003, 2005 et 2006)
- 4 étapes du Tour de la Communauté valencienne (2006 et 2007)
- 3 étapes du Tour d'Allemagne (2005)
- 3 étapes du Tour d'Italie (2008)
- 3 étapes du Circuit de la Sarthe (2011), dont un contre-la-montre
- 2 étapes du Tour de Catalogne de l'Avenir (2001)
- 2 étapes du Tour d'Autriche (2002 et 2011)
- 2 étapes du Tour méditerranéen (2003 et 2007)
- 2 étapes du Tour de France (2007)
- 1 étape du Tour des régions italiennes (2001)
- 1 étape du Regio-Tour (2002)
- 1 étape du Tour de Catalogne (2006)
- 1 étape du Tour du Trentin (2006)
- 1 étape des Trois Jours de La Panne (2007)
- 1 étape du Tour de Romandie (2008)
- 1 étape de l'Eneco Tour (2008)
- 1 étape du Tour de la province de Grosseto (2009)
- 1 étape du Tour de Sardaigne (2009)
- 1 étape du Tour d'Oman (2010)
- 1 étape de Tirreno-Adriatico (2010)
- 1 étape du Tour de Wallonie (2011)

### Résultats sur les grands tours

#### Tour de France
8 participations
- 2006 : abandon (16e étape)
- 2007 : 75e, vainqueur des 17e et 20e étapes
- 2009 : 135e
- 2013 : 107e
- 2014 : 96e
- 2015 : abandon (11e étape)
- 2017 : 104e
- 2018 : 104e

#### Tour d'Italie
6 participations
- 2003 : hors délai (18e étape)
- 2004 : abandon (2e étape)
- 2008 : 70e,  vainqueur du classement par points, vainqueur des 3e, 9e et 12e étapes
- 2012 : non-partant (8e étape)
- 2013 : non-partant (14e étape)
- 2017 : abandon (16e étape)

#### Tour d'Espagne
10 participations
- 2002 : non-partant (15e étape)
- 2007 : 64e,  vainqueur du classement par points, vainqueur des 1re, 17e et 21e étapes,  maillot or pendant 1 jour
- 2008 : non-partant (10e étape), vainqueur de la 4e étape,  maillot or pendant 2 jours
- 2009 : 84e
- 2010 : 85e
- 2011 : 112e, vainqueur des 1re (contre-la-montre par équipes) et 20e étapes,  maillot rouge pendant 1 jour
- 2012 : 144e, vainqueur de la 18e étape
- 2014 : 108e
- 2015 : 131e
- 2016 : 107e
- 2018 : 133e

### Classements mondiaux
| Année                  | 2005 | 2006 | 2007 | 2008 | 2009 | 2010 | 2011 | 2012 | 2013 | 2014 | 2015 | 2016 | 2017 |
| ---------------------- | ---- | ---- | ---- | ---- | ---- | ---- | ---- | ---- | ---- | ---- | ---- | ---- | ---- |
| Classement ProTour     | 26e  | 87e  | 34e  | 73e  |      |      |      |      |      |      |      |      |      |
| Calendrier mondial UCI |      |      |      |      | 60e  | 56e  |      |      |      |      |      |      |      |
| UCI World Tour         |      |      |      |      |      |      | 50e  | 69e  | 94e  | 141e | 183e | 130e | 182e |

## Distinctions
- Mémorial Gastone Nencini (révélation italienne de l'année) : 2002